# KZ
KZ é um álbum do músico brasileiro Kiko Zambianchi, lançado em 1997. Nele, o artista recomeçou a sua carreira, agora pela Warner Music. KZ traz versôes bônus remixadas de "Primeiros Erros (Chove)", "Rolam as Pedras", "Eu Te Amo Você" e "Choque".

## Faixas
| N.º | Título                                                 | Compositor(es)                      | Duração |  |
| 1.  | "Só Uma"                                               | Kiko Zambianchi                     | 3:59    |  |
| 2.  | "Noite de Luz"                                         | Kiko Zambianchi                     | 3:41    |  |
| 3.  | "Palco"                                                | Gilberto Gil                        | 3:35    |  |
| 4.  | "Você Me Atrai"                                        | Kiko Zambianchi                     | 4:19    |  |
| 5.  | "Jóia"                                                 | Caetano Veloso                      | 4:10    |  |
| 6.  | "Manifesto"                                            | Kiko Zambianchi                     | 3:32    |  |
| 7.  | "Flor de La Noche"                                     | Flávio Venturini / César das Mercês | 3:46    |  |
| 8.  | "Quadro Vivo"                                          | Kiko Zambianchi                     | 4:23    |  |
| 9.  | "Centro do Universo"                                   | Kiko Zambianchi                     | 3:26    |  |
| 10. | "Choque"                                               | Kiko Zambianchi                     | 3:32    |  |
| 11. | "Eu Te Amo Você"                                       | Kiko Zambianchi                     | 4:52    |  |
| 12. | "Jóia" (remix DJ Mau Mau)                              | Caetano Veloso                      | 6:07    |  |
| 13. | "Primeiros Erros (Chove)" (remix DJ Maurício Monteiro) | Kiko Zambianchi                     | 3:57    |  |
| 14. | "Rolam as Pedras" (remix DJ Maurício Monteiro)         | Kiko Zambianchi                     | 3:52    |  |
| 15. | "Eu Te Amo Você" (remix DJ Maurício Monteiro)          | Kiko Zambianchi                     | 3:00    |  |
| 16. | "Choque" (remix DJ Maurício Monteiro)                  | Kiko Zambianchi                     | 4:02    |  |
| 17. | "Primeiros Erros (Chove)" (remix DJ Cuca)              | Kiko Zambianchi                     | 4:07    |  |